# Zewulun Orlew
Zewulun Orlew (hebr. זבולון אורלב, ur. 9 listopada 1945 w Rechowot) – izraelski polityk i żołnierz. Członek Knesetu i minister z ramienia Narodowej Partii Religijnej (Mafdal).

## Życiorys
Urodził się w Rechowot, obecnie mieszka w Jerozolimie, jest żonaty i ma czwórkę dzieci. Ukończył studia z nauk humanistycznych i społecznych na Uniwersytecie Hebrajskim i pedagogikę w koledżu Moreszet Ja’akow. Potem został nauczycielem, a także dyrektorem generalnym w ministerstwie edukacji.
Jest bohaterem wojennym – otrzymał medal za doskonałą służbę podczas wojny Jom Kipur.

### Kariera polityczna
Jest członkiem Mafdalu, głównej partii politycznej propagującej ruch religijnego syjonizmu. Jako członek Knesetu, Orlew skupia się na sprawach socjalnych i ekonomicznych, jest autorem wielu uregulowań prawnych. Został m.in. laureatem nagrody dla najlepszego legislatora w piętnastym Knesecie.

#### Minister ds. socjalnych
Po wyborach w 2003 roku do szesnastego Knesetu, Orlew został ministrem pracy i spraw socjalnych w drugim rządzie Ariela Szarona. Jednakże dwa najważniejsze ekonomicznie ministerstwa: finansów i spraw wewnętrznych trafiły w ręce liberałów, Binjamina Netanjahu i Awrahama Poraza. Orlew nie był w stanie zatrzymać realizacji planu Netanjahu, zakładającego m.in. cięcia w wydatkach na cele socjalne oraz prywatyzację na masową skalę. W efekcie tego Orlew był wielokrotnie krytykowany za swe ministerialne działania.

#### Orlew vs. Ejtam
Swego czasu głośny był konflikt wewnątrzpartyjny pomiędzy Efi Ejtamem a Orlewem. Ten drugi postrzegany był jako lider frakcji pragmatycznej w Mafdalu, w przeciwieństwie do Ejtama – zwolennikiem twardego stanowiska i nie zmieniającego swoich poglądów i przekonań. Orlew oskarża Ejtama o skupianie się tylko na kwestii osadnictwa, a ten odwdzięcza mu się posądzeniami o nie wypełnianie obowiązków religijnych, brak wsparcia dla osadników z Gush Katif i brakiem chęci dla rozwiązania problemów socjoekonomicznych. Ejtam miał zwłaszcza pretensje do Orlewa o pozostanie w rządzie Szarona, nazywając go „Meimadnikiem” (członkiem ugrupowania lewicowego Żydów religijnych Meimad) i „uzależnionym od stołka”. Orlew odpowiedział, iż jedyną drogą do przeszkodzenia w realizacji planu Szarona jest pozostanie w rządzie i próby dokonania tego „od środka”. Jednocześnie zwracał uwagę na konieczność ochrony innych interesów Mafdalu, takich jak religijna edukacja czy usługi. Zarazem podkreślał konieczność przeciwstawiania się skrajnie nacjonalistycznym i mesjanistycznym poglądom Ejtama. Wkrótce potem jednak ministrowie z Narodowej Partii Religijnej również opuścili rząd Szarona.